# أنيبال زحلة
أنيبال زحلة هو نادي رياضي لبناني معروف ببرنامج كرة السلة الذي لعب في دوري الدرجة الأولى لكرة السلة لسنوات عديدة مُنذ عام 1950. يقع مقره في زحلة. يلعب نادي كرة السلة للسيدات حاليًا في دوري الدرجة الأولى للسيدات.
اسم النادي مشتق من حنبعل، القائد العسكري والتكتيكي القرطاجي الشهير. كان فريق أنيبال زحلة لكرة السلة جزءًا من دوري كرة السلة اللبناني أ.
أنهى النادي الموسم في المركز السابع في الموسم العادي للدوري اللبناني 2009-2010 وفشل في التقدم إلى الدور السادس الأخير. في موسم 2011-2012، احتل أنيبال المركز الثاني في الدوري وفاز بكأس لبنان وبطولة دبي الدولية لكرة السلة. في موسم 2012-2013، هبط أنيبال إلى الدرجة الثانية وحصل على المركز العاشر. في موسم 2013-2014، هبط أنيبال إلى الدرجة الثالثة. في موسم 2018-2019، فاز أنيبال بلقب دوري الدرجة الثانية ويعود إلى الدرجة الأولى ابتداءً من موسم 2019-2020.

## الإنجازات
- الفائز بكأس لبنان (1): 2012

- بطولة دبي الدولية لكرة السلة (1): 2012[2]

- الدوري اللبناني لكرة السلة الدرجة الثانية (1): 2019[3]